# Juan Carlos Klein
Juan Carlos Klein (Pilar, 27 de diciembre de 1940 - Montevideo, 28 de enero de 1966) fue un jugador de ajedrez argentino, fallecido prematuramente.

## Resultados destacados en competición
Compartió con los maestros internacionales Samuel Schweber y Raimundo García el primer puesto del Campeonato Argentino de 1963 realizado en Buenos Aires, aunque luego perdió todas las partidas del triangular de desempate.

## Partidas notables
Mario Pugach - Juan Carlos Klein, Buenos Aires, 1963, Campeonato Argentino, ronda 7.
1. c4 Cf6 2. Cc3 g6 3. g3 Ag7 4. Ag2 0–0 5. e4 d6 6. Cge2 e5 7. 0–0 Cc6 8. d3 Ae6 9. h3 Ch5 10. Ae3 f5 11. Dd2 f4! 12. gxf4 exf4 13. Cxf4 Cxf4 14. Axf4 Cd4+ 15. Ag5 Dd7 16. f3?! Axh3 17. Ae3 Rf7 18. Df2?! Cxf3+! 19. Axf3 Raf8 20. Dh4  Rxf3! 21. Rxf3 Rxf3–+ 22. Cd5 Df7?! 23. Dd8+ Af8 24. Ad4 De6 25. Rh2?? Rxd3 26. Cf6+? Rf7 27. Ac3 Rxc3 28. Dxc7+ Ae7 29. bxc3 Rxf6 30. e5+ dxe5 31. Re1 Af5 (0-1)